# بير أندريا ساكاردو
بير أندريا ساكاردو (1845-1920) (بالإنجليزية: Pier Andrea Saccardo)‏ هو عالم نبات عالم فطريات إيطالي.